# 赤い闇 スターリンの冷たい大地で
『赤い闇 スターリンの冷たい大地で』（あかいやみ スターリンのつめたいだいちで、原題：Mr. Jones; ポーランド語: Obywatel Jones; ウクライナ語: Ціна правди）は、2019年のポーランド・ウクライナ・イギリスの伝記映画。監督はアグニェシュカ・ホランド、出演はジェームズ・ノートン、ヴァネッサ・カービー、ピーター・サースガードなど。
1930年代、スターリン時代のソビエト連邦に決死の潜入取材を敢行した実在のイギリス人ジャーナリストガレス・ジョーンズの姿を描く。

## ストーリー
1933年、イギリス人ジャーナリストのガレス・ジョーンズは、世界恐慌の中でソビエト連邦だけが繁栄していることに疑問を持ち、その謎を解き明かすため、当局の監視をかいくぐってソビエト連邦に潜入、ウクライナで想像を絶する光景を目の当たりにする。帰国した彼はウクライナの惨状を記事にするが、当初は誰からも相手にされなかった。

## キャスト
- ガレス・ジョーンズ: ジェームズ・ノートン
- エイダ・ブルックス: ヴァネッサ・カービー - ニューヨーク・タイムズモスクワ支局記者。
- ウォルター・デュランティ（英語版）: ピーター・サースガード - ニューヨーク・タイムズモスクワ支局長。
- デビッド・ロイド・ジョージ: ケネス・クラナム
- ジョージ・オーウェル（本名エリック・ブレア）: ジョゼフ・マウル
- マシュー: ケリン・ジョーンズ
- ユリア: ミハリーナ・オルシャンスカ
- マクシム・リトヴィノフ：クシシュトフ・ピチェンスキ（英語版、ポーランド語版）
- レア・クライマン（英語版）：ベアタ・ポズニアク（英語版）
- スティーヴンソン夫人（フランシシス・スティーヴンソン）（英語版）：フェネラ・ウールガー（英語版）
- ポール・クレブ：マルチン・チャルニク（英語版、ポーランド語版）
- アーネスト・ベネット（英語版）卿：マーティン・ビショップ
- ユージン・ライオンズ（英語版）：エドワード・ウォルステンホルム
- ウィリアム・ランドルフ・ハースト：マシュー・マーシュ (俳優)（英語版）

## 作品の評価
Rotten Tomatoesによれば、批評家の一致した見解は「欠陥はあるが根源的に価値のある『赤い闇 スターリンの冷たい大地で』は、困ったことに今日的な意味を持ち続けている、事実に基づいた物語を綴るために過去をじっくり調べている。」であり、86件の評論のうち高評価は84%にあたる72件で、平均して10点満点中6.83点を得ている。
Metacriticによれば、19件の評論のうち、高評価は13件、賛否混在は6件、低評価はなく、平均して100点満点中68点を得ている。
一方ガレスの親族をはじめ、映画が事実を歪曲したと批判する者もいる。例えばガレスの姪孫は「ガレスが食人をした事実はない」「食糧徴発、奴隷労働、死体の運搬車両など見ていない」「秘密警察に追いかけられたこともなかった」と製作者側に訴え、主張が事実だと製作者側も認めたにも拘らず論点を逸らして正当化しようとしたとタイムズ紙に寄稿している。